# Конрад II (епископ Констанца)
Конрад II фон Тегерфельден (нем. Konrad II. von Tegerfelden) — епископ Констанца, занимавший кафедру в период с 1208 по 1233 годы.
Конрад Тегерфельденский происходил из влиятельного в Ааргау рода Тегерфельденов, и был как минимум с 1176 года членом домского капитула в Констанце, и с 1200 года — домским пробстом, будучи в 1208 году — вероятно с помощью Отто IV — избран предстоятелем констанцской епархии. В 1209 году Конрад сопровождал Отто IV в его коронационной поездке в Рим.
В качестве имперского князя, как глава княжества-епископства он старался стоять в стороне от конфликтов своего времени, однако в 1212 году был всё же вынужден под давлением населения Констанца открыть городские ворота возвращавшемуся из Италии Фридриху Гогенштауфену, признанному папой законным германским королём. И именно из Констанца Фридрих организовал успешную кампанию против Отто IV.
Отношения с Констанцем оставались напряжёнными во время всего правления Конрада: городской совет, опираясь на данные императором привилегии, настойчиво пытался полностью освободиться от епископской власти.
В 1215 году Конрад фон Тегенфельден принял участие в созванном папой Иннокентием III Четвёртом Латеранском соборе, по итогам которого на епархиальных синодах 1216 и 1229 годов он выступал за более качественную подготовку духовенства к службе и за создание системы деканатов.